# روني باركر
رونالد ويليام جورج باركر (بالإنجليزية: Ronnie Barker)‏ (مواليد 25 سبتمبر 1929   - 3 أكتوبر 2005) كان ممثلًا كوميديًا وكاتبًا إنجليزيًا. كان معروفًا بأدواره في المسلسل التلفزيوني الكوميدي البريطاني Porridge و The Two Ronnies و Open All Hours .
حصل على أول نجاح له في مسرح أكسفورد وفي الأدوار في ويست إند وكان في طاقم الكوميديا الإذاعية والتلفزيونية لبي بي سي The Navy Lark . حصل على فصل في سلسلة الرسم الساخر The Frost Report في عام 1966 ، و التقى روني كوربيت . انضم إلى شركة إنتاج David Frost ولعب دور البطولة في عروض ITV بما في ذلك فيلم قصير.
بعد إعادة انضمامه إلى هيئة الإذاعة البريطانية، وجد باركر شهرة مع عرض الرسوم المتحركة The Two Ronnies (1971–1987) مع روني كوربيت. تألق في المسرحيات الهزلية Porridge ، كتب كوميديا باسمه، على الرغم من أنه بالنسبة لمعظم مواده المكتوبة بعد عام 1968 ، تبنى أسماء مستعارة (بما في ذلك " جيرالد وايلي ") لتجنب الأحكام المسبقة لموهبته في الكتابة. حصل على جائزة BAFTA لأفضل أداء ترفيهي خفيف أربع مرات، من بين جوائز أخرى، وحصل على OBE في عام 1978.
في وقت لاحق، كانت المسرحيات الهزلية التلفزيونية مثل The Magnificent Evans و Clarence أقل نجاحًا وتقاعد في ديسمبر 1987. في العام التالي، فتح متجرًا للتحف مع زوجته جوي. بعد عام 1999 ، ظهر في أدوار أصغر غير كوميدية في الأفلام. توفي بسبب قصور في القلب في 3 أكتوبر 2005 ، عن عمر يناهز 76 عامًا.

## روابط خارجية
- روني باركر على موقع IMDb (الإنجليزية)
- روني باركر على موقع روتن توميتوز (الإنجليزية)
- روني باركر على موقع ألو سيني (الفرنسية)
- روني باركر على موقع قاعدة بيانات الأفلام السويدية (السويدية)
- روني باركر على موقع إن إن دي بي (الإنجليزية)
- روني باركر على موقع ديسكوغز (الإنجليزية)
- روني باركر على موقع قاعدة بيانات الفيلم (الإنجليزية)
- روني باركر على موقع كينوبويسك (الروسية)